# Epilepsia
Epilepsia é um grupo de doenças neurológicas não transmissíveis caracterizadas por uma predisposição a crises epilépticas recorrentes e não provocadas. Uma crise epiléptica é uma descarga súbita e anormal de atividade elétrica no cérebro, que pode provocar sintomas variados, desde lapsos breves de consciência até convulsões prolongadas. Esses episódios podem resultar em lesões físicas, tanto diretamente (como fraturas) quanto por acidentes. O diagnóstico de epilepsia geralmente requer ao menos duas crises não provocadas com intervalo superior a 24 horas, embora, em alguns casos, possa ser estabelecido após um único episódio se houver evidências clínicas de alto risco de recorrência. Crises isoladas, sem risco de recorrência ou provocadas por causas identificáveis, não configuram epilepsia.
A causa subjacente frequentemente é desconhecida, mas a epilepsia pode decorrer de traumatismo cranioencefálico, acidente vascular cerebral, infecções, tumores cerebrais, alterações genéticas ou anormalidades do desenvolvimento. Em alguns casos, essas causas podem ser preveníveis. O diagnóstico envolve a exclusão de outras condições que possam simular crises epilépticas, podendo incluir neuroimagem, exames laboratoriais e eletroencefalograma (EEG).
Cerca de 69% dos casos de epilepsia podem ser controlados de forma eficaz com medicamentos anticonvulsivantes, que são amplamente disponíveis e de baixo custo. Em casos refratários, podem ser consideradas alternativas como cirurgia, neuroestimulação ou dietas terapêuticas, como a dieta cetogênica. Nem todos os casos são permanentes, e muitas pessoas podem atingir um controle duradouro a ponto de não necessitarem mais de tratamento; nesses casos, a epilepsia é considerada resolvida.
Em 2024, cerca de 50 milhões de pessoas no mundo viviam com epilepsia, com quase 80% dos casos concentrados em países de baixa e média renda. Nessas regiões, o impacto da epilepsia é mais que o dobro observado em países de alta renda, provavelmente devido à maior exposição a fatores de risco, como lesões perinatais, infecções e traumas, somada à dificuldade de acesso aos serviços de saúde. Em 2021, a epilepsia foi responsável por cerca de 140 mil mortes, um aumento em relação às 125 mil registradas em 1990.
A doença é mais comum em crianças e idosos. Estima-se que entre 5% e 10% das pessoas terão uma crise não provocada até os 80 anos de idade, e a chance de uma segunda crise nos dois anos seguintes à primeira é de aproximadamente 40%.
Pessoas com epilepsia podem enfrentar tratamento desigual e diferentes graus de estigma social ao redor do mundo, devido à natureza alarmante de suas manifestações clínicas. Em diversos países, há restrições legais para dirigir, sendo necessário um período de controle das crises antes de recuperar a autorização para condução de veículos. O termo epilepsia deriva do grego antigo ἐπιλαμβάνειν, que significa "tomar", "possuir" ou "afligir".

## Sinais e sintomas
A epilepsia caracteriza-se por uma predisposição duradoura à ocorrência de crises epilépticas recorrentes e não provocadas. A manifestação clínica das crises pode variar amplamente, dependendo das regiões cerebrais afetadas, da idade de início e do tipo de epilepsia envolvido.

### Crise epiléptica
Uma crise epiléptica é uma manifestação clínica resultante de uma descarga transitória, excessiva, síncrona e anormal dos neurônios. Estas descargas podem variar em localização, extensão e severidade, resultando em uma ampla diversidade de formas clínicas. Os sinais e sintomas de uma crise epiléptica refletem, portanto, a ativação da parte do cérebro afetada por esta atividade excessiva.
Segundo a classificação de 2025 da Liga Internacional contra a Epilepsia (ILAE), as crises epilépticas são agrupadas em quatro classes principais: focais, generalizadas, de origem desconhecida (se são focais ou generalizadas), e não classificadas.

#### Crises focais
As crises focais têm origem em um dos hemisférios cerebrais e podem envolver redes neuronais localizadas ou distribuídas. Para um determinado tipo de crise, o local de início tende a ser consistente entre os episódios. Uma vez iniciada, a crise pode permanecer localizada ou se espalhar para áreas adjacentes e, em alguns casos, pode propagar-se para o hemisfério oposto (propagação contralateral). Essas crises são ainda classificadas com base no estado de consciência durante o episódio:
- Crise focal com consciência preservada: a pessoa permanece consciente e responsiva.
- Crise focal com alteração da consciência: há prejuízo da consciência e/ou da responsividade.

Determinadas sensações conhecidas como auras frequentemente antecedem as crises focais. As manifestações clínicas podem incluir fenômenos sensitivos (visuais, auditivos ou olfativos), psíquicos, autonômicos e motores, dependendo da região cerebral envolvida. Espasmos musculares podem começar em um grupo muscular específico e se espalhar para grupos vizinhos — fenômeno conhecido como marcha jacksoniana. Também podem ocorrer automatismos, que são comportamentos gerados sem consciência, geralmente movimentos repetitivos simples como estalar os lábios, ou mais complexos, como tentar pegar objetos imaginários. Algumas crises focais podem evoluir para crises tônico-clônicas bilaterais de início focal, quando a atividade epiléptica anormal se propaga para ambos os hemisférios cerebrais.

#### Crises generalizadas
As crises generalizadas espalham-se rapidamente por ambos os hemisférios através de redes cerebrais interligadas. Embora a disseminação seja rápida, o início pode parecer assimétrico em alguns casos. Essas crises normalmente comprometem a consciência desde o início e podem assumir diversas formas, incluindo:
- Crises tônico-clônicas generalizadas, frequentemente com uma fase tônica inicial seguida por abalos clônicos;

- Crises de ausência, que podem se manifestar com piscamentos ou automatismos;

- Outras crises generalizadas, categoria que inclui crises tônicas, clônicas, mioclônicas, atônicas e espasmos epilépticos.[26]

As crises tônico-clônicas estão entre os tipos mais reconhecíveis, tipicamente envolvendo perda súbita da consciência, rigidez muscular (fase tônica) e abalos rítmicos (fase clônica) dos membros. Esse tipo de crise — seja de início focal com generalização, generalizada desde o início ou de origem desconhecida — recebe atenção especial devido à sua gravidade clínica, estando associado a maior risco de lesões, complicações médicas e morte súbita inesperada na epilepsia (SUDEP).
As crises mioclônicas envolvem abalos musculares súbitos e breves, que podem afetar grupos musculares específicos ou o corpo inteiro. Essas crises podem causar quedas e lesões. Já as crises de ausência são caracterizadas por breves lapsos de consciência, às vezes acompanhados por movimentos sutis como piscamentos ou leve desvio da cabeça. A recuperação costuma ser imediata e sem confusão. As crises atônicas, por sua vez, envolvem perda súbita do tônus muscular, frequentemente resultando em quedas.

#### Fatores desencadeantes e crises reflexas
Determinados fatores externos ou internos podem aumentar a probabilidade de ocorrência de uma crise em pessoas com epilepsia. Esses fatores desencadeantes não causam epilepsia, mas podem reduzir o limiar convulsivo em indivíduos predispostos. Entre os desencadeantes mais comuns estão a privação de sono, estresse, febre, doenças, menstruação, consumo de álcool e certos medicamentos. Sozinhos, esses fatores não provocam crises, mas podem facilitar sua ocorrência em pessoas suscetíveis.
Um pequeno subgrupo de indivíduos apresenta epilepsia reflexa, na qual as crises são sistematicamente provocadas por estímulos específicos. As crises reflexas correspondem a cerca de 6% dos casos de epilepsia. Os estímulos mais comuns incluem luzes intermitentes (epilepsia fotossensível), sons súbitos ou tarefas cognitivas específicas, como leitura ou cálculos. Em algumas síndromes epilépticas, as crises ocorrem com maior frequência durante o sono ou ao despertar.

#### Agrupamentos de crises
Os agrupamentos de crises epilépticas (ou seizure clusters) referem-se à ocorrência de múltiplas crises em um curto intervalo de tempo, com recuperação incompleta entre os episódios. São distintos do estado de mal epiléptico, embora possam coexistir ou evoluir para ele. As definições variam entre os estudos, mas os agrupamentos são geralmente descritos como duas ou mais crises em 24 horas ou um aumento notável na frequência das crises em relação ao padrão habitual da pessoa. As estimativas de prevalência variam amplamente — de 5% a 50% das pessoas com epilepsia — devido, em grande parte, às diferentes definições e populações estudadas. Os agrupamentos de crises são mais comuns em pessoas com epilepsia farmacorresistente, alta frequência basal de crises ou em algumas síndromes epilépticas específicas. Estão associados a maior uso de serviços de emergência, pior qualidade de vida, prejuízos no funcionamento psicossocial e, possivelmente, aumento do risco de mortalidade.

### Estado pós-ictal
Após a fase ativa de uma crise (o período ictal), é comum haver um intervalo de recuperação caracterizado por confusão, conhecido como estado pós-ictal, até que o nível de consciência volte ao normal. Esse período pode durar de minutos a dias. Durante esse estado, podem ocorrer cefaleia, fadiga, distúrbios da fala ou alterações motoras. Algumas pessoas apresentam paralisia de Todd, uma fraqueza focal transitória após a crise. A psicose pós-ictal ocorre em aproximadamente 2% das pessoas com epilepsia, especialmente após agrupamentos de crises tônico-clônicas generalizadas.

### Psicossocial
A epilepsia pode ter impactos significativos no bem-estar psicológico e social. Pessoas com a condição podem enfrentar isolamento social, estigma ou limitações funcionais, o que pode contribuir para menor escolaridade e redução nas oportunidades de emprego. Esses desafios frequentemente se estendem aos familiares, que também podem enfrentar estigma e um aumento na carga de cuidados.
Diversos transtornos psiquiátricos e do neurodesenvolvimento são mais comuns em pessoas com epilepsia. Entre eles estão a depressão maior, transtornos de ansiedade, transtorno obsessivo-compulsivo (TOC), e enxaqueca. O transtorno do déficit de atenção e hiperatividade (TDAH) é particularmente prevalente em crianças com epilepsia, com ocorrência de três a cinco vezes maior do que na população geral. A associação entre TDAH e epilepsia pode afetar de forma significativa o comportamento, a aprendizagem e o desenvolvimento social. A epilepsia também é mais comum em crianças com transtorno do espectro autista.
Estima-se que cerca de um terço das pessoas com epilepsia tenha histórico de transtorno psiquiátrico ao longo da vida. Essa associação provavelmente reflete uma combinação de mecanismos neurobiológicos comuns e o impacto psicossocial de viver com uma condição neurológica crônica.
A presença concomitante de depressão e ansiedade está associada à pior qualidade de vida, maior uso de serviços de saúde, pior resposta ao tratamento (inclusive à cirurgia) e maior mortalidade. Alguns estudos sugerem que esses transtornos psiquiátricos podem influenciar a qualidade de vida mais intensamente do que o tipo ou a frequência das crises. Apesar de sua relevância clínica, a depressão e a ansiedade frequentemente permanecem subdiagnosticadas e subtratadas em pessoas com epilepsia.

## Causas

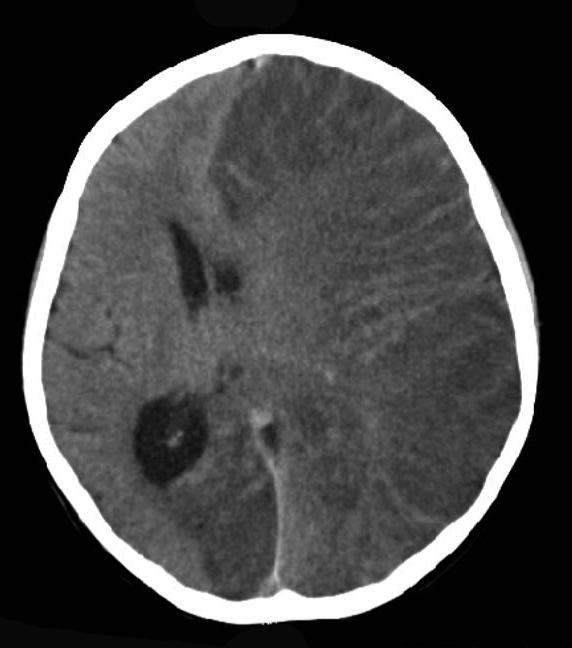
Em 60% a causa é desconhecida, mas algumas doenças neurológicas como a Síndrome de Rasmussen podem causar epilepsia (foto).

A epilepsia pode resultar de uma ampla variedade de fatores genéticos e adquiridos, sendo comum que ambos desempenhem um papel. Apesar dos avanços nos métodos diagnósticos, não se identifica uma causa clara em cerca de 60% dos casos. Cada etiologia tem implicações distintas para o diagnóstico, tratamento e prognóstico, tornando essencial a identificação precisa da causa subjacente.
A Liga Internacional contra a Epilepsia classifica as causas da epilepsia em seis grandes categorias: estrutural, genética, infecciosa, metabólica, imunológica e desconhecida. Essas categorias não são mutuamente exclusivas, podendo mais de uma estar presente em um mesmo indivíduo.

### Causas estruturais
As causas estruturais da epilepsia referem-se a anormalidades anatômicas no cérebro que aumentam o risco de crises. Essas alterações podem ser adquiridas — como em casos de acidente vascular cerebral, traumatismo cranioencefálico, tumor cerebral ou infecção do sistema nervoso central — ou ter origem genética e do desenvolvimento, como ocorre na displasia cortical focal ou em certas malformações congênitas do cérebro. Um exemplo importante é a esclerose mesial temporal (EMT), uma das causas mais comuns de epilepsia do lobo temporal.
Estima-se que o traumatismo cranioencefálico (TCE) seja responsável por 6% a 20% dos casos de epilepsia, dependendo da gravidade, mecanismo e população estudada. Lesões cerebrais leves dobram o risco, enquanto TCEs graves aumentam o risco em cerca de sete vezes. Em vítimas de ferimento craniano por arma de fogo de alta energia, o risco pode chegar a 50%. O AVC é uma causa importante de epilepsia, especialmente em adultos mais velhos. Aproximadamente 6% a 10% das pessoas que sofrem um AVC desenvolvem epilepsia, geralmente nos primeiros anos após o evento. O risco é mais alto em AVCs graves que envolvem regiões corticais, especialmente nas hemorragias intracerebrais. Entre aqueles com tumores cerebrais, quase 30% têm epilepsia, tornando-os a causa de cerca de 4% dos casos. O risco é maior para tumores no lobo temporal e aqueles que crescem lentamente.
Na prática clínica, a presença de uma causa estrutural costuma ser identificada por meio de neuroimagem, como a ressonância magnética (RM), que revela uma anormalidade capaz de explicar de forma plausível a semiologia das crises e os achados do eletroencefalograma (EEG). A lesão identificada deve ser epileptogênica, ou seja, com potencial para gerar crises. Infecções como encefalite ou abscesso cerebral podem causar dano estrutural permanente e aumentar o risco de epilepsia mesmo após resolução da infecção.
Danos estruturais também podem ocorrer no período perinatal, como na encefalopatia hipóxico-isquêmica, especialmente em países de baixa e média renda, onde o acesso ao cuidado pré-natal e neonatal pode ser limitado. Quando as crises estão associadas a uma lesão estrutural bem definida, pode-se considerar a cirurgia de epilepsia, particularmente em pessoas com epilepsia farmacorresistente.

### Genética
A epilepsia genética resulta diretamente de uma mutação genética conhecida ou presumida, em que as crises epilépticas são um sintoma central. Isso inclui tanto os casos em que uma mutação foi identificada, quanto situações em que o histórico familiar e as características clínicas sugerem fortemente uma base genética, mesmo na ausência de uma mutação conhecida. Na classificação atualizada da ILAE, o termo genética substitui o antigo termo idiopática, para destacar que essas epilepsias resultam de alterações herdadas ou espontâneas na biologia do indivíduo — e não são causadas por lesões ou infecções.
Fatores genéticos acredita-se que contribuam para muitos casos de epilepsia, seja de forma direta ou aumentando a vulnerabilidade a outras causas. Algumas formas decorrem de defeitos em um único gene, os quais representam cerca de 1% a 2% dos casos. No entanto, a maioria é causada por múltiplos genes em interação com fatores ambientais. Muitos dos genes envolvidos na epilepsia afetam a forma como os neurônios transmitem sinais elétricos, especialmente aqueles relacionados a canais iônicos, receptores ou proteínas de sinalização.
Algumas epilepsias são devidas a uma mutação genética única (1-2%), mas a maioria deve-se à interação de múltiplos genes e factores ambientais. Já foram identificados padrões simples e complexos de herança em alguns tipos, mas triagens genéticas extensas não conseguiram identificar muitas variantes únicas de grande efeito. Estudos mais recentes de exoma e genoma completo começaram a revelar mutações genéticas de novo responsáveis por algumas encefalopatias epilépticas, como aquelas envolvendo os genes CHD2 e SYNGAP1, além de DNM1, GABBR2, FASN e RYR3.
Em gêmeos univitelinos, se um deles for afetado, há uma chance de 50 a 60% de que o outro também seja afetado. Em gêmeos bivitelinos, o risco é de 15%. Esses riscos são maiores naqueles com crises generalizadas em vez de focais. Se ambos os gêmeos forem afetados, na maioria das vezes eles têm a mesma síndrome epiléptica (70-90%). Outros parentes próximos de uma pessoa com epilepsia têm um risco cinco vezes maior do que o da população em geral. Entre 1 e 10% das pessoas com síndrome de Down e 90% das pessoas com síndrome de Angelman têm epilepsia.
Algumas doenças genéticas complexas, como as facomatoses — por exemplo, o complexo da esclerose tuberosa e a síndrome de Sturge-Weber — estão fortemente associadas à epilepsia.

### Infecciosa
A etiologia infecciosa é a causa mais comum de epilepsia em todo o mundo, sendo comum principalmente em países em desenvolvimento onde a incidência dessas doenças é elevada. As infecções mais comuns incluem meningite bacteriana, encefalite viral, malária e neurocisticercose. Essas doenças muitas vezes desencadeiam convulsões agudas e, em muitos casos, resultam em epilepsia subsequente devido a mecanismos como a excitabilidade neuronal secundária a sinais pró-inflamatórios induzidos pelas infecções. Essas infecções às vezes têm um correlato estrutural. Além disso, a etiologia infecciosa pode referir-se ao desenvolvimento pós-infeccioso de epilepsia, como encefalite viral levando a crises após a infecção aguda.

### Imune
A concepção de epilepsia imune é que ela resulta diretamente de um distúrbio imunológico, havendo evidência direta de inflamação do sistema nervoso central mediada por autoimunidade. Exemplos incluem encefalite por anticorpos contra o receptor NMDA (N-metil-D-aspartato) e encefalite por anticorpos contra LGI1. A identificação de uma causa imunológica subjacente é crucial devido às implicações para o tratamento com imunoterapias específicas.

### Metabólica
Uma variedade de distúrbios metabólicos está associada à epilepsia. A concepção de epilepsia metabólica é que ela resulta diretamente de um distúrbio metabólico conhecido ou presumido, no qual as crises são um sintoma central. As causas metabólicas referem-se a um defeito metabólico bem delineado, com manifestações ou alterações bioquímicas em todo o corpo, como porfiria, uremia, aminoacidopatias ou crises dependentes de piridoxina. Em muitos casos, os distúrbios metabólicos terão um correlato genético. É provável que a maioria das epilepsias metabólicas tenha uma base genética, mas algumas podem ser adquiridas, como a deficiência cerebral de folato.

#### Epilepsia pirodoxina-dependente
Epilepsia piridoxina-dependente é uma condição rara que envolve convulsões desde que podem começar ainda nos primeiros meses de vida ou, em alguns casos, antes do nascimento. A doença foi identificada nos anos 1950, tendo sido descrita por Hunt et al. em 1954. A causa mais provável é uma mutação do gene ALDH7A1 (antiquitina). As pessoas afetadas geralmente sofrem ataques que duram vários minutos (estado de mal epiléptico). Esses ataques envolvem rigidez muscular, convulsões e perda de consciência (crises tônico-clônicas). Outras características da epilepsia piridoxina-dependente incluem baixa temperatura corporal (hipotermia), baixo tônus muscular (distonia) logo após o nascimento e irritabilidade antes de um episódio de convulsão. Em casos raros, as crianças com essa condição não têm convulsões até 1 a 3 anos de idade. Uma vez que é uma condição rara, o diagnóstico muitas vezes não é preciso, e anticonvulsivantes são normalmente administrados para controlar as convulsões, revelando-se ineficazes. O tratamento com grandes doses diárias de piridoxina (vitamina B6) é eficaz, porém, se diagnosticadas e não tratadas a tempo, as crianças podem vir a apresentar problemas neurológicos, tais como atraso do desenvolvimento, distúrbios de aprendizagem ou mesmo disfunção cerebral grave (encefalopatia).

## Diagnóstico
O diagnóstico de epilepsia pode ser estabelecido quando um dos seguintes critérios for atendido:
| 1. Pelo menos duas crises epilépticas não provocadas (ou reflexas) ocorrendo com um intervalo superior a 24 h 2. Uma crise epiléptica não provocada (ou reflexa) e a probabilidade de ocorrência de outras crises similar ao risco geral de recorrência (de pelo menos 60%) após duas crises epilépticas não provocadas, ocorrendo nos próximos 10 anos. 3. Diagnóstico de uma síndrome epiléptica. |
Além disso, a epilepsia deve ser considerada resolvida para os indivíduos que tenham uma síndrome epiléptica idade-dependente que já tenham ultrapassado a idade limite para esta síndrome, ou para aqueles que permaneceram sem crises por pelo menos 10 anos, sendo os últimos 5 anos livres de medicação.
Esta definição de 2014 da Liga Internacional contra a Epilepsia (ILAE, do inglês, International League against Epilepsy) é uma clarificação da definição conceitual de 2005, segundo a qual "a epilepsia é um distúrbio cerebral caracterizado pela predisposição persistente em gerar crises epilépticas e pelas consequências neurobiológicas, cognitivas, psicossociais desta condição. A definição de epilepsia requer a ocorrência de pelo menos uma crise epiléptica."
A revisão de 2014 também introduziu uma mudança terminológica, passando a referir-se à epilepsia como uma doença, e não mais como um distúrbio, para refletir sua gravidade médica e seu impacto em saúde pública.
A definição tem um carácter prático e foi concebida para utilização clínica. Em particular, visa clarificar quando está presente uma “predisposição duradoura” de acordo com a definição concetual de 2005. Os investigadores, os epidemiologistas com preocupações estatísticas e outros grupos especializados podem optar por utilizar a definição mais antiga ou uma definição da sua própria autoria. A ILAE considera que isso é perfeitamente permitido, desde que seja claro qual a definição que está a ser utilizada.

### Classificação
Uma vez estabelecido o diagnóstico de epilepsia, a ILAE recomenda um modelo de classificação em três níveis para orientar a avaliação e o manejo clínico:
- Identificar o tipo de crise, com base nas características clínicas e no EEG (por exemplo, crise focal consciente, ausência generalizada);
- Determinar o tipo de epilepsia, como focal, generalizada, combinada ou de tipo desconhecido;
- Identificar uma síndrome epiléptica, se aplicável.

Nem todos os níveis podem ser determinados em todos os casos; em algumas situações, apenas o tipo de crise pode ser identificado. A etiologia — estrutural, genética, infecciosa, metabólica, imunológica ou desconhecida — deve ser considerada em cada etapa da classificação, pois influencia o tratamento e o prognóstico.

### Síndromes
Uma síndrome epiléptica é um diagnóstico específico baseado em uma combinação de características, incluindo os tipos de crise, idade de início, padrões de EEG, achados de neuroimagem e sintomas associados ou comorbidades. Em muitos casos, uma causa genética ou estrutural conhecida também pode apoiar o diagnóstico. Reconhecer uma síndrome pode orientar as decisões terapêuticas, auxiliar na definição do prognóstico e oferecer mais clareza para as pessoas e famílias que convivem com o diagnóstico de epilepsia.
Algumas síndromes são autolimitadas e dependentes da idade, como a epilepsia de ausência da infância, a epilepsia mioclônica juvenil e a epilepsia autolimitada com pontas centrotemporais. Essas síndromes geralmente respondem bem ao tratamento ou entram em remissão com o tempo. Por outro lado, síndromes mais graves pertencem ao grupo das encefalopatias epilépticas e do desenvolvimento (EEDs). Entre elas estão a síndrome de Lennox–Gastaut, a síndrome de West e a síndrome de Dravet, caracterizadas por início precoce, crises de difícil controle medicamentoso e comprometimento neurodesenvolvimental significativo.

### Exames

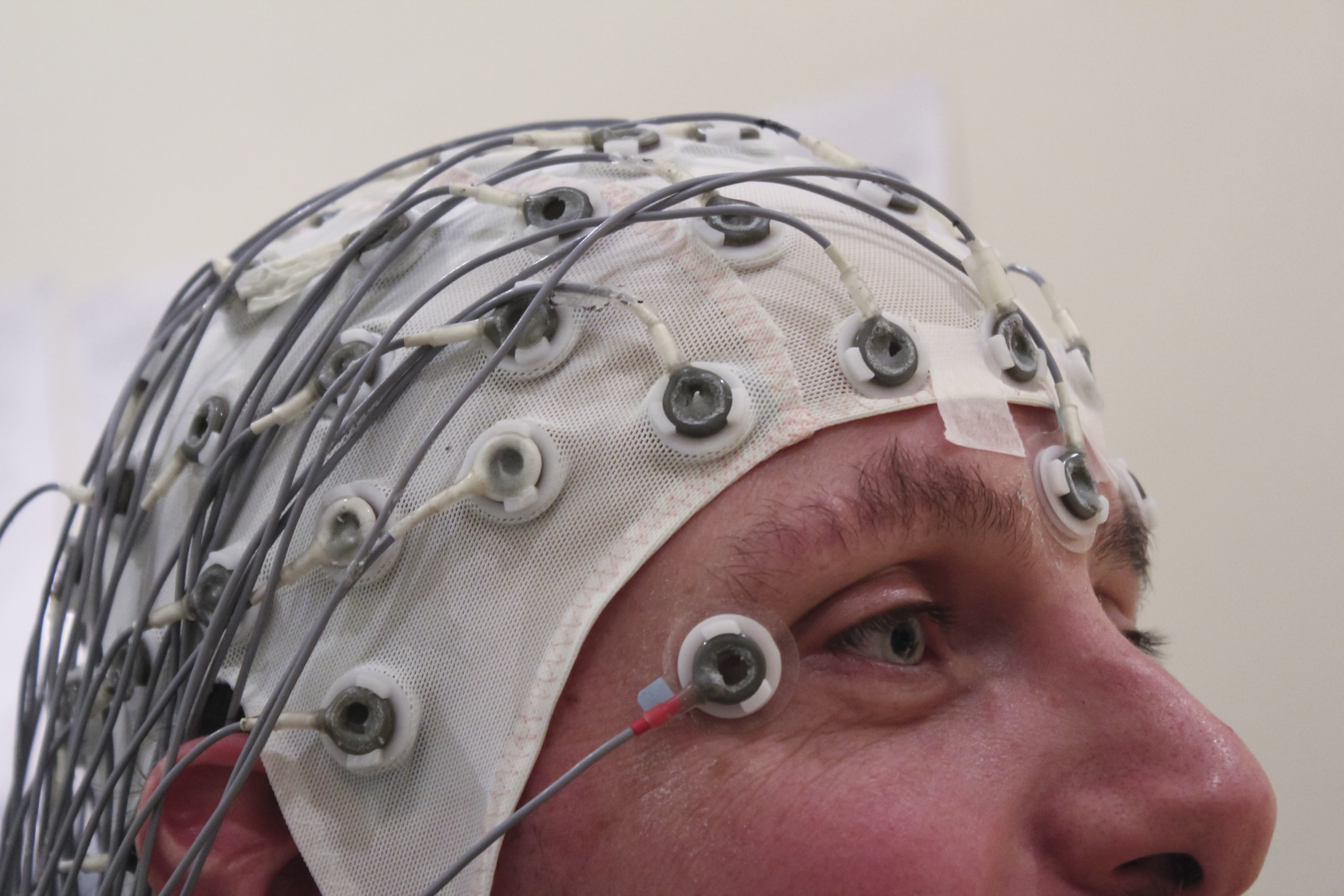
Um eletroencefalograma (EEG) pode ajudar a localizar o foco da atividade epiléptica.

A avaliação diagnóstica da epilepsia começa pela confirmação de que o evento relatado foi, de fato, uma crise epiléptica. Uma história clínica detalhada é essencial, complementada por relatos de testemunhas e, sempre que possível, gravações em vídeo. A avaliação inicial busca distinguir crises epilépticas de condições comuns que as mimetizam, como síncope, crises não epilépticas psicogênicas ou acidente isquêmico transitório.
Após a avaliação clínica, alguns exames podem ser realizados para excluir causas agudas e condições que simulam crises. Recomenda-se um eletrocardiograma (ECG) de 12 derivações para todas as pessoas com primeira crise, com o objetivo de detectar possíveis arritmias cardíacas ou outras condições cardiovasculares que possam se manifestar com sintomas semelhantes à epilepsia. Exames laboratoriais podem ser solicitados para investigar distúrbios metabólicos como hipoglicemia, distúrbios hidroeletrolíticos, ou disfunções renal e hepática, especialmente em contextos agudos.
Uma vez que se suspeite de epilepsia, o eletroencefalograma (EEG) pode ser utilizado para apoiar o diagnóstico, classificar os tipos de crise e identificar síndromes epilépticas. O EEG de rotina pode incluir técnicas de ativação como hiperventilação ou estimulação fotossensível. No entanto, um EEG normal não exclui o diagnóstico de epilepsia. Quando os achados iniciais são inconclusivos, podem ser considerados exames como EEG com privação de sono, EEG ambulatorial ou monitoramento prolongado com vídeo-EEG.
A neuroimagem, geralmente por ressonância magnética (RM), é recomendada para investigar causas estruturais da epilepsia. Quando a RM for contraindicada ou indisponível, pode-se considerar a tomografia computadorizada (TC). A interpretação deve ser feita por radiologistas com experiência em epilepsia.
Exames adicionais podem ser indicados conforme o contexto clínico. A testagem genética pode ser considerada em casos de epilepsia de início precoce, atraso no desenvolvimento ou características sugestivas de síndrome epiléptica genética. A pesquisa de autoanticorpos neuronais pode ser útil quando se suspeita de encefalite autoimune, especialmente em crises de início recente, de evolução rápida ou refratárias ao tratamento convencional. A investigação metabólica pode ser apropriada em lactentes ou crianças com epilepsia inexplicada, particularmente na presença de regressão do desenvolvimento ou envolvimento multissistêmico.

## Tratamento
O tratamento medicamentoso é a base do tratamento da epilepsia. Os tratamentos não medicamentosos são viáveis apenas em casos selecionados, e são indicados após a falha do tratamento medicamentoso.

### Tratamento farmacológico

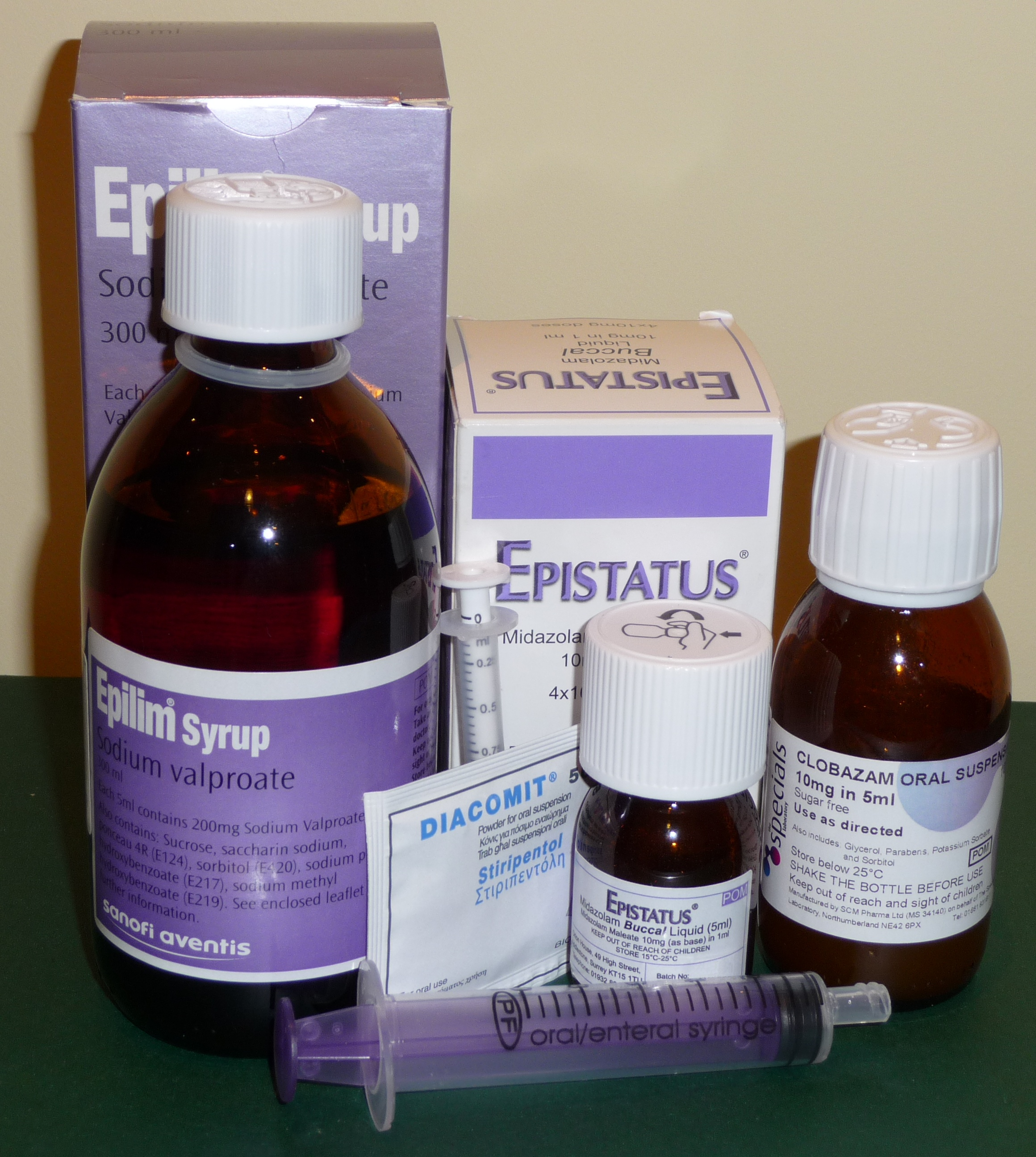
Anticonvulsivantes, ou estabilizantes de humor, também são usados no tratamento de transtorno bipolar de humor.

O tratamento de base da epilepsia é constituído por fármacos antiepilépticos (FAEs), em muitos casos durante toda a vida da pessoa. A escolha da medicação a ser utilizada é feita com base no tipo de crise, idade, interações medicamentosas e efeitos colaterais apresentados pelo paciente.  Cabe ressaltar que em alguns casos será necessário a associação de medicações, e em muitos mesmo assim não se terá o controle das crises como é o caso das epilepsias de etiologia estrutural.
Em caso de falha do primeiro fármaco, deve-se tentar uma substituição gradual por outro, mantendo-se a monoterapia. Se a monoterapia falhar novamente, pode-se considerar a combinação de dois medicamentos. A combinação de mais de dois fármacos é geralmente desaconselhada devido ao baixo benefício adicional. Estudos mostram que 47% dos pacientes se beneficiam com o primeiro fármaco em monoterapia, 13% com o segundo FAE em monoterapia e apenas 3% com a combinação de dois medicamentos. As associações devem, preferencialmente, combinar um fármaco de espectro amplo (como ácido valproico, lamotrigina, topiramato, ou levetiracetam) com um de espectro restrito (como carbamazepina, fenitoína ou fenobarbital). É importante evitar a combinação de dois fármacos com o mesmo mecanismo de ação para minimizar o risco de interações negativas e aumentar a eficácia do tratamento.
As recomendações atuais sugerem que, para indivíduos com crises de início focal, a lamotrigina deve ser considerada como uma das primeiras opções de tratamento devido à sua eficácia superior em evitar a falha do tratamento em comparação com outros fármacos, incluindo a carbamazepina. O levetiracetam também é recomendado como uma alternativa eficaz, apresentando desempenho semelhante. Para crises de início generalizado, o valproato de sódio continua a ser a primeira linha de tratamento devido à sua eficácia comprovada, embora a lamotrigina e o levetiracetam também sejam recomendados como alternativas viáveis, especialmente para indivíduos em idade fértil, devido ao risco teratogênico do valproato.

### Intervenção cirúrgica
O tratamento cirúrgico é indicado para pacientes com crises epilépticas focais que são resistentes aos medicamentos, descontroladas e incapacitantes, desde que as crises se originem em uma região cerebral que possa ser removida com risco inexistente ou mínimo de causar disfunção neurológica ou cognitiva.

### Estimulação do nervo vago
A estimulação do nervo vago (ENV) é uma técnica que estimula diretamente o nervo vago de forma invasiva ou não invasiva. A forma mais bem avaliada e com maior experiência clínica envolve a implantação de eletrodos helicoidais na região cervical esquerda, que disparam estímulos intermitentes a partir de um gerador implantado na parede anterior do tórax.
Embora o mecanismo exato pelo qual a ENV produz efeito antiepiléptico não seja totalmente compreendido, acredita-se que a ativação do sistema reticular desempenhe um papel importante. A ENV ativa fibras que se projetam ao núcleo do trato solitário, modulando estímulos excitatórios no sistema nervoso simpático.
Estudos indicam que cerca de 40% dos pacientes podem alcançar uma redução de 50% nas crises em até um ano, com taxas de liberdade de crises variando de 4,8% a 11,8% em pacientes pediátricos.
No Brasil, a ENV foi aprovada pela ANVISA em 2000 para pacientes com epilepsia refratária diagnosticados há mais de dois anos. O procedimento é indicado como terapia adjuvante para pacientes com epilepsia resistente a medicamentos e deve ser realizado em centros habilitados em neurocirurgia.

### Dieta cetogênica
Há evidências promissoras de que a dieta cetogênica possa ser eficaz no tratamento da epilepsia; no entanto, mais pesquisas são necessárias. Uma revisão sistemática da literatura de 2022 encontrou algumas evidências que apoiam que a dieta cetogênica ou a dieta de Atkins pode ser útil no tratamento da epilepsia em alguns bebês. Esses tipos de dietas podem ser benéficos para crianças com epilepsia resistente a medicamentos; o uso em adultos permanece incerto. Os efeitos adversos mais comumente relatados foram vômitos, constipação e diarreia. Não está claro por que essa dieta funciona. Em pessoas com doença celíaca ou sensibilidade ao glúten não celíaca e calcificações occipitais, uma dieta sem glúten pode diminuir a frequência das crises.

## Prognóstico
A epilepsia não pode ser curada, mas a medicação pode controlar as crises de forma eficaz em cerca de 70% dos casos. Entre aqueles com crises generalizadas, mais de 80% podem ser bem controlados com medicamentos, enquanto isso é verdade em apenas 50% das pessoas com crises focais. Um preditor de resultado a longo prazo é o número de crises que ocorrem nos primeiros seis meses. Outros fatores que aumentam o risco de um mau resultado incluem pouca resposta ao tratamento inicial, crises generalizadas e história familiar de epilepsia. No mundo em desenvolvimento, 75% das pessoas estão sem tratamento ou não são tratadas de forma adequada. Na África, 90% não recebem tratamento. Isso se deve em parte à indisponibilidade ou alto custo dos medicamentos apropriados.

### Mortalidade
As pessoas com epilepsia têm um risco aumentado de morte prematura. Esse aumento é entre 1,6 e 4,1 vezes maior do que na população em geral. O maior aumento na mortalidade por epilepsia é entre os idosos. Aqueles com epilepsia de causa desconhecida têm um aumento relativamente pequeno no risco.
A mortalidade está frequentemente relacionada à causa subjacente das crises, status epilepticus, suicídio, trauma e morte súbita inesperada na epilepsia (SUDEP). A morte por status epilepticus é principalmente devido a um problema subjacente, em vez de doses esquecidas de medicamentos. O risco de suicídio é entre duas e seis vezes maior em pessoas com epilepsia; a causa disso é desconhecida. A SUDEP parece estar parcialmente relacionada à frequência das crises tônico-clônicas generalizadas e é responsável por cerca de 15% das mortes relacionadas à epilepsia; não está claro como diminuir seu risco. Os fatores de risco para SUDEP incluem crises tônico-clônicas generalizadas noturnas, crises, dormir sozinho e epilepsia medicamente intratável.

## Epidemiologia

Ano de vida ajustado para a epilepsia por 100 000 habitantes em 2002.
sem informações
menos de 50
50-72.5
72.5-95
95-117.5
117.5-140
140-162.5
162.5-185
185-207.5
207.5-230
230-252.5
252.5-275
mais de 275

A epilepsia é um dos distúrbios neurológicos graves mais comuns do mundo. Cerca de 3% das pessoas serão diagnosticadas com epilepsia em algum momento de suas vidas. Sua prevalência é de 1% da população do mundo, ou seja 60 milhões de pessoas, e a cada ano somam-se aproximadamente três milhões de novos casos. Cerca de 50% dos casos começam na infância ou adolescência.
Cerca de 50 milhões de pessoas no mundo sofrem de epilepsia, e quase 90% delas ocorrem em países em desenvolvimento. A epilepsia se torna mais comum com a idade. O início de novos casos ocorrem na maioria das vezes em crianças e idosos. Como consequência de uma cirurgia cerebral, crises epilépticas podem ocorrer em pacientes em recuperação.
As condições genéticas, congênitas e de desenvolvimento são na sua maioria associados a ela entre os pacientes mais jovens; tumores são mais prováveis em pessoas com mais de 40 anos; traumatismo craniano e infecções do sistema nervoso central podem ocorrer em qualquer idade. A prevalência da epilepsia ativa é aproximadamente na faixa de 10-50 por 1000 pessoas. Até 5% das pessoas experimentam não convulsões febris em algum momento da vida; a prevalência da epilepsia de vida é relativamente alta porque a maioria dos pacientes quer parar de ter convulsões ou (menos comumente) morrem dela. A taxa de epilepsia de incidência aproximada anual é de 40-70 por 100 000 nos países industrializados e 100-190 por 100 000 habitantes em países com poucos recursos; socioeconomicamente as pessoas privadas estão em maior risco. Nos países industrializados, a taxa de incidência em crianças diminuiu, mas aumentou entre os idosos durante as três décadas anteriores a 2003, por razões não totalmente compreendidas.
No Brasil, estima-se que cerca de 2% da população tenha epilepsia, o que representa aproximadamente 4 milhões de pessoas.

## História

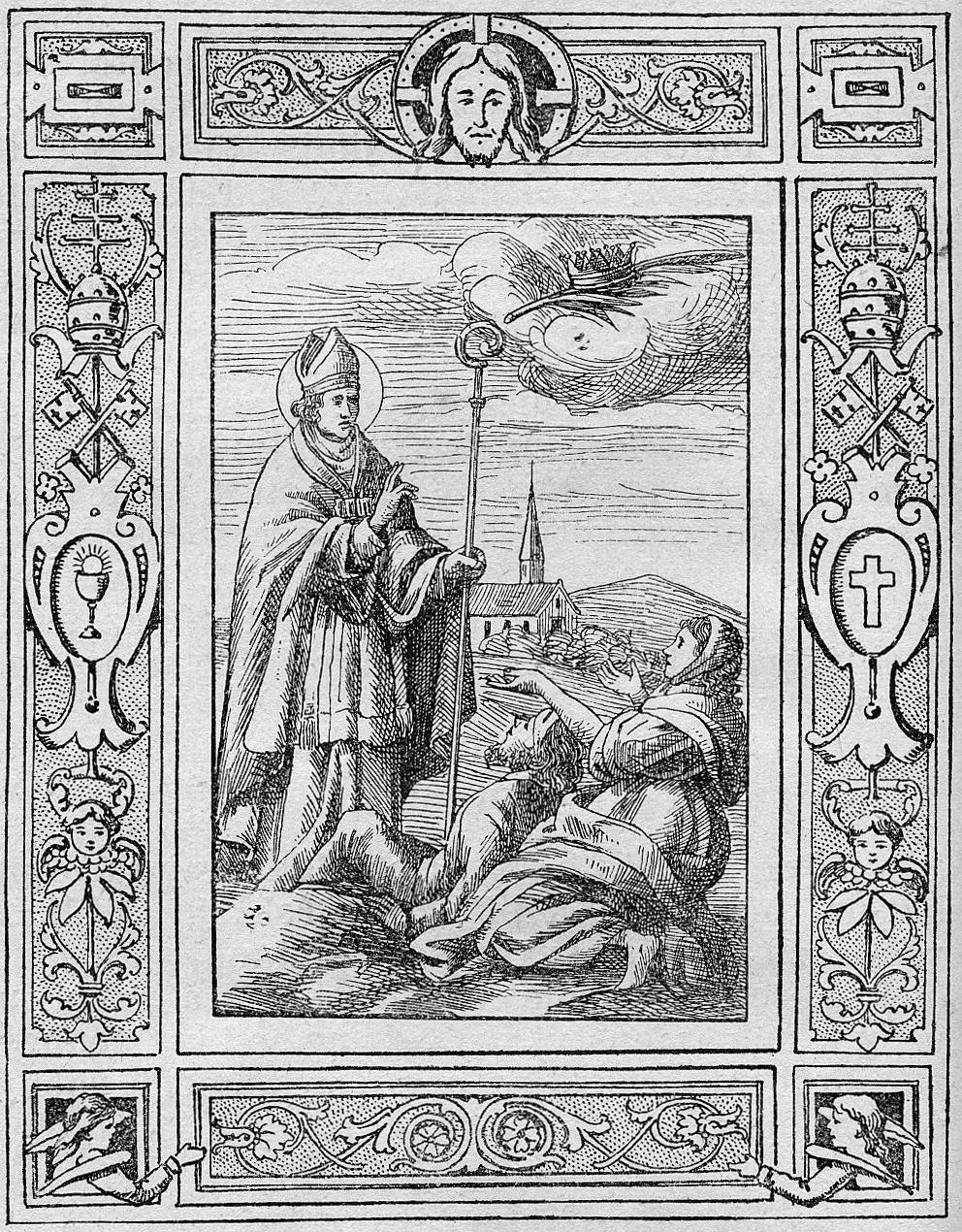
Figura retratando São Valentim, um dos diversos padroeiros da epilepsia.

### Antiguidade
Os primeiros relatos de epilepsia são encontrados nos textos da medicina ayurvédica, originária na Índia atual, desenvolvida entre 4500 e 1 500 a.C. A citação mais antiga de epilepsia conhecida é dentro da Charaka Samhita (400 a.C.), sob o nome de "apasmara", que significa perda de consciência, perda de memória ou distúrbio do intelecto. No texto, já se referenciava sintomas, classificações, diagnósticos e tratamentos.
No papiro de Ebers, um papiro egípcio de medicina herbal datado de 1 550 a.C., a epilepsia era relacionada com um "obstáculo no lado direito do organismo", recomendando tratar-se com uma mistura de plantas deixadas ao ar livre por uma noite. No Código de Hamurabi, consta legislações referentes ao comércio de escravos considerados com defeito, em que se inclui a epilepsia.
Na Grécia Antiga, a epilepsia era uma doença controversa. Associavam-na com possessão espiritual, mas também com genialidade e divindade, sendo atribuída a ela o nome "doença sagrada". A exceção à tal visão era a escola de Hipócrates (500 a.C.), que rejeitava a noção de que a epilepsia fosse causada por espíritos e de natureza divina. Hipócrates determinou que sua origem não era sagrada, e sim cerebral. A sua hipótese era de que a epilepsia era determinada enquanto ainda no útero, caso a mãe seja uma pessoa "fleumática". Ao invés de se referir à epilepsia como a doença sagrada, Hipócrates utilizava o termo grande doença, dando origem ao termo moderno grand mal, usado para crises convulsivas tônico-clônicas. A visão de Hipócrates sobre epilepsia como um distúrbio cerebral só retornaria nos séculos XVIII e XIX.

### Idade Média
Opiniões quanto a epilepsia durante a era Medieval (400 - 1600) eram dominadas por simbolismo, demonologia e a crença religiosa herdada do período Greco-Romano. Assim como todas as outras ciências, a medicina era permeada com superstições. A visão da Igreja Católica guiava o público a crer que convulsões eram uma forma de possessão ou bruxaria, necessitando de rituais religiosos para sua cura. A epilepsia é descrita no Novo Testamento (Mateus, 17:14–18), em que um menino é levado pelo seu pai a Jesus Cristo por apresentar episódios súbitos de perda de consciência, espasticidade, salivação e auto-lesões. Segundo as escrituras, Jesus Cristo realiza a cura do menino, chamado de "lunático", através de expulsão demoníaca. O guia inquisicional "Malleus Malleficarum" designou a epilepsia como bruxaria e diversas pessoas morreram por conta disso.

Em 190, o médico romano Galeno, escreveu em uma carta a sua hipótese de fisiopatologia para epilepsia:
"Quando um humor espesso fleumático se acumula nas cavidades corporais, afetando as raízes dos nervos e impedindo a livre passagem no pneuma psíquico, o fenômeno de epilepsia sucede."
Um dos principais escolares da medicina foi o médico iraniano Avicenna (Ibn-Sinâ) de 980, autor do livro O Cânone da Medicina, utilizado na educação médica europeia entre os séculos XII e XVIII. Avicenna definiu epilepsia como um transtorno convulsivo de início súbito com sintomas prodrômicos, como desconforto epigástrico, dor, depressão, parestesia em língua ou membros, fala incoerente e pesadelos. Também menciona o estado pós-ictal, em que percebia a recuperação da consciência dos pacientes, os quais queixavam-se de dor de cabeça, depressão, dores musculares, soluços e tremores. A etiologia da epilepsia também é bastante abordada, incluindo fatores endógenos (por exemplo, gravidez), exógenos (traumas ou infecções) e precipitantes (estresse psicológico ou físico).

### Renascimento e Iluminismo
O período renascentista, retomando teorias hipocráticas, era focado nas possíveis causas naturais da epilepsia, rejeitando superstições religiosas. Até o final do século XVI, médicos começaram a considerar traumas encefálicos, uremia e sífilis como possíveis fatores etiológicos para convulsões. No entanto, sem o benefício da ciência moderna, os mecanismos subjacentes da epilepsia permaneciam ainda desconhecidos. Cientistas médicos notáveis, como Herman Boerhaave (1668-1738), enfatizavam a abordagem clínica e a identificação de fatores precipitantes de convulsões. O médico suíço Samuel-Auguste Tissot contribuiu com a identificação de crises de ausência, uma variante de convulsões epilépticas, e rechaçou as superstições de que a lua teria algum efeito sobre as convulsões, insistindo que estas teriam como base o cérebro e nervos motores. O médico escocês William Culen (1710–1790), diferenciou as crises epilépticas das não epilépticas.

### Período Moderno

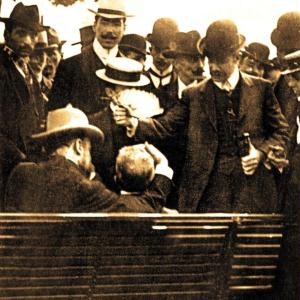
Machado de Assis sendo acudido no Rio de Janeiro após crise convulsiva.

Desde o final do século XIX, o entendimento sobre a epilepsia cresceu significativamente. Hospitais da Europa e nas Américas foram construídos especificamente para pacientes com epilepsia. Os principais participantes nessa revolução científica foram os escolares neurologistas franceses Maisonneuve (1745–1826), Calmeil (1798–1895) e Jean-Étienne Esquirol (1772–1840); o irlandês Robert Bentley Todd (paralisia de Todd) e o inglês John Hughlings Jackson (crise jacksoniana). Neste período a medicina focou na delineação da fisiopatologia da epilepsia e da localização topográfica das crises convulsivas.
A prova científica de que a epilepsia se origina no cérebro veio do trabalho dos alemães Fritsch e Hitzig "Uber die elektrische Erregbarkeit des Grosshirns" ("Sobre a Excitabilidade Elétrica do Cérebro"), em que provocavam crises convulsivas a partir de estímulos elétricos sobre cérebros de cães.
Durante o século XX, a invenção do eletroencefalograma, o avanço da neurocirurgia, a descoberta de medicamentos antiepilépticos e a compreensão de mecanismos fisiopatológicos foram os avanços mais importantes na área de pesquisa em epilepsia. Os avanços mais recentes no campo incluem o desenvolvimento de métodos de imagem avançados, o desenvolvimento de microcirurgia e a pesquisa sobre conexão de fatores genéticos e crises epilépticas.

## Sociedade e cultura

### Estigma
Pessoas com epilepsia experienciam estigma social em todo o mundo. Isso pode afetar as pessoas economicamente, socialmente e culturalmente. Na Índia e na Europa, a epilepsia pode ser usada como justificativa para negar casamento. Pessoas em algumas áreas ainda acreditam que aqueles com epilepsia são amaldiçoados. Em partes da África, como Tanzânia e Uganda, a epilepsia é associada à possessão por espíritos malignos, feitiçaria ou envenenamento e muitos acreditam incorretamente que é uma doença contagiosa. Antes de 1971 no Reino Unido, a epilepsia era considerada motivo para anulação do casamento. O estigma pode fazer com que algumas pessoas com epilepsia neguem que já tiveram crises.

### Veículos
Aqueles com epilepsia têm cerca do dobro do risco de se envolver em um acidente de trânsito, e, portanto, em muitas áreas do mundo, não têm permissão para dirigir ou só podem dirigir se certas condições forem atendidas. O atraso no diagnóstico foi sugerido como causa de alguns acidentes de veículos motorizados potencialmente evitáveis, uma vez que pelo menos um estudo mostrou que a maioria dos acidentes ocorreu em pessoas com crises não motoras não diagnosticadas, em oposição àquelas com crises motoras no início da epilepsia. Em alguns lugares, os médicos são obrigados por lei a relatar se uma pessoa teve uma crise ao órgão licenciador, enquanto em outros a exigência é apenas que incentivem a pessoa em questão a relatar ela mesma.
No Brasil, pessoas com epilepsia podem dirigir, desde que sigam regulamentações específicas. Pacientes em uso de medicação devem estar livres de crises por pelo menos um ano e aderir plenamente ao tratamento. Aqueles em processo de retirada de medicação precisam estar sem crises por no mínimo dois anos. Além disso, é necessário que um médico especialista em neurologia forneça um laudo atestando o controle das crises e a aptidão para dirigir.

### Organizações de apoio
A Campanha Global contra Epilepsia - Out of the Shadows (Fora das Sombras) - é uma iniciativa conjunta da Liga Internacional contra Epilepsia (ILAE, em inglês), do Comitê Internacional para Epilepsia (IBE) e da Organização Mundial de Saúde (OMS).
A Associação Brasileira de Epilepsia (ABE) é uma organização dedicada ao apoio de pessoas com epilepsia e suas famílias. A ABE oferece recursos educativos, promove a conscientização sobre a epilepsia e trabalha para reduzir o estigma associado à condição. Além disso, a associação realiza eventos, fornece suporte psicológico e jurídico, e incentiva a pesquisa científica na área. A ABE também se empenha em influenciar políticas públicas para melhorar a qualidade de vida dos pacientes com epilepsia no Brasil.
O Dia Internacional da Epilepsia (World Epilepsy Day) começou em 2015 e ocorre na segunda segunda-feira de fevereiro.
O Dia Roxo, um dia mundial de conscientização sobre a epilepsia diferente, foi iniciado por uma canadense de nove anos chamada Cassidy Megan em 2008, e ocorre todo ano em 26 de março.